# جزیره (فیلم ۱۹۸۰)
جزیره (انگلیسی: The Island) فیلمی است که در سال ۱۹۸۰ منتشر شد. از بازیگران آن می‌توان به مایکل کین، دیوید وارنر و برد سالیوان اشاره کرد.